# Panneau routier d'indications diverses en France
Le panneau d'indication diverses est codifié C50 en France. Il est employé pour donner aux usagers des indications utiles à la conduite des véhicules pour lesquelles il n'y a pas de panneau spécifique. Ces indications sont inscrites sous la forme d'un message littéral. 

## Histoire
Ce panneau a été instauré en 1946 sous le nom de «C5». Il arborait alors un message bleu sur fond crème. Le C50 l'a remplacé par arrêté du 13 juin 1979 sur la signalisation des routes et autoroutes.

Ancien panneau C5

Le panneau comportant l'indication stationnement ou arrêt autorisé sur trottoir n'a plus cours depuis le 1er juin 2001. En effet, le législateur a retiré à l'autorité investie du pouvoir de police (le Maire en général), le droit d'autoriser l'arrêt ou le stationnement des véhicules sur les trottoirs (différence entre l'ancien art R37-1, avant le 1er juin 2001 et le nouvel article R417-10 mis en vigueur à cette même date, maintenant R417-11 au 4 juillet 2015). Cette indication autorisant l'arrêt ou le stationnement sur les trottoirs n'est plus légale.

## Usage
Le panneau C50 peut être utilisé pour donner aux usagers des indications utiles à la conduite des véhicules et ne faisant pas l’objet d’un panneau spécifique. Le message porté par le panneau C50 doit être concis et lisible.

## Caractéristiques
Il existe sept gammes de dimensions pour le panneau d'indication C50, de forme carrée, contrairement aux autres familles de panneaux triangulaires, ronds ou le STOP qui en comprennent cinq. Les deux dimensions complémentaires sont les dimensions dites « supérieure » (1 200 mm de côté nominal) et « exceptionnelle » (1 500 mm de côté nominal).

## Implantation

### Distance latérale
Sauf contrainte de site, la distance entre l'aplomb de l'extrémité du panneau situé du côté de la chaussée et la rive voisine de cette extrémité ne doit pas être inférieure à 0,70 m.
En rase campagne, les panneaux sont placés en dehors de la zone située en bord de chaussée et traitée de telle façon que les usagers puissent y engager une manœuvre de redirection ou de freinage dite « zone de récupération », ou leur support au minimum à 2 m du bord voisin de la chaussée, à moins que des circonstances particulières s'y opposent (accotements étroits, présence d'une plantation, d'une piste cyclable, d'une voie ferrée, etc.).
En agglomération, les panneaux sont placés de manière à minimiser la gêne des piétons.
Le support d'un signal peut aussi être implanté sur une propriété riveraine ou ancré à une façade après accord du propriétaire ou par application si cela est possible en vertu du décret-loi du 30 octobre 1935 et du décret 57180 du 16 février 1957.

### Hauteur au-dessus du sol
En rase campagne, la hauteur réglementaire est fixée en principe à 1 m (si plusieurs panneaux sont placés sur le même support, cette hauteur est celle du panneau inférieur), hauteur assurant généralement la meilleure visibilité des panneaux frappés par les feux des véhicules. Elle peut être modifiée compte tenu des circonstances locales soit pour assurer une meilleure visibilité des panneaux, soit pour éviter qu'ils masquent la circulation .
En agglomération, lorsqu’il y a un éclairage public, les panneaux peuvent être placés à une hauteur allant jusqu'à 2,30 m pour tenir compte notamment des véhicules qui peuvent les masquer, ainsi que de la nécessité de ne gêner qu'au minimum la circulation des piétons.

### Position de la face
Le plan de face avant d'un panneau implanté sur accotement ou trottoir doit être légèrement incliné de 3 à 5° vers l'extérieur de la route afin d'éviter le phénomène de réflexion spéculaire qui peut, de nuit, rendre le panneau illisible pendant quelques secondes.

## Visibilité de nuit
Les panneaux et panonceaux de signalisation doivent être visibles et garder le même aspect de nuit comme de jour. Les signaux de danger sont tous rétroréfléchissants ou éventuellement dans certaines conditions définies ci-dessous, éclairés.
Les revêtements rétroréfléchissants doivent avoir fait l'objet, soit d'une homologation, soit d'une autorisation d'emploi à titre expérimental. La rétroréflectorisation porte sur toute la surface des panneaux et panonceaux à l'exception des parties noires ou grises.